# Joyce Senepart
Joyce Senepart is een Belgisch voormalig korfbalster.

## Levensloop
Senepart was actief bij Mercurius. Tevens maakte ze deel uit van het Belgisch nationaal team, waarbij ze 17 caps verzamelde. Met de nationale equipe behaalde ze onder meer goud op het wereldkampioenschap van 1991.